# Viquipèdia en noruec
La Viquipèdia en noruec és l'edició en noruec de Viquipèdia. En l'actualitat n'hi ha dues versions, una en els estàndards més comuns de la llengua escrita bokmål i riksmål i una segona en nynorsk. La primera pàgina es va iniciar el 26 de novembre de 2001, i originalment acollia articles escrits en qualsevol dels dos dialectes. La Viquipèdia específica en nynorsk es va iniciar el 31 de juliol de 2004 i va créixer ràpidament. Després d'una votació el 2005 la pàgina noruega principal va passar a ser l'escrita en bokmål/riksmal. L'abril de 2010 tenia més de 255.000 articles i era la 13a Viquipèdia en nombre d'articles..
El noruec, el danès i el suec són llengües mútuament intel·ligibles. Els administradors d'aquestes Viquipèdies col·laboren a través de la secció Skanwiki de la pàgina Meta-Wiki. Una conseqüència d'aquesta col·laboració és la compartició d'articles entre les diferents Viquipèdies.
Malgrat que el codi ISO 639 per a bokmål és nb, la Viquipèdia en bokmål contínua a no.wikipedia.org. El codi per a nynorsk és nn, i la Viquipèdia en nynorsk es troba a nn.wikipedia.org.